# Jean-Pierre Muller
Jean-Pierre Muller (ur. 29 sierpnia 1924 w Colmar, zm. 1 lipca 2008 tamże) – francuski szpadzista, dwukrotny medalista mistrzostw świata.
Podczas mistrzostw świata w Brukseli w 1953 roku Francuzi w składzie: Édouard Artigas, Daniel Dagallier, Maurice Huet, Armand Mouyal, Jean-Pierre Muller i Gérard Rousset zdobyli srebrny medal w zawodach drużynowych. W tej samej konkurencji zdobył brązowy medal na mistrzostwach świata w Luksemburgu rok później. 
Wystartował na igrzyskach olimpijskich w Helsinkach w 1952 roku, gdzie w szpadzie drużynowej odpadł w ćwierćfinałach. Był to jego jedyny start olimpijski.